# Saotis morleyi
Saotis morleyi là một loài tò vò trong họ Ichneumonidae.